# Герб Граховського району
Герб Граховського району є одним з офіційних символів муніципального утворення Граховський район Удмуртії, Росія. Герб прийнятий рішенням Граховського районної Ради депутатів Удмуртії від 6 червня 2007 року.

## Опис
Район є багатонаціональним, де проживають удмурти, росіяни, чуваші, марійці, кряшени та інші. Також він відомий своїм традиційний конярством. Тому зображення срібної гримучої підвіски з двома кінськими головами, які символізують чоловічу та жіночу основи, є доречними. Підвіска, яка видає дзвінкий звук, є одним з оригінальних варіантів металічної пластики пермського звіриного стилю.
Срібні хмари у верхній частині класичного французького щита з відношенням сторін 2:3 символізують божественну благодать. Зображення червленого грецького хреста з клинчасто-роздвоєними кінцями із срібною окантовкою вказують належність району до Удмуртії. Цей популярний орнамент тол езьє (шудо кізилі) або щаслива зірка є для удмуртів оберегом від бід та нещастя.
Червоний колір символізує радість, свято, силу, могутність, любов, право. Лазурний колір символізує велич, красу, ясність, божественність. Срібний колір символізує чистоту, постійність, мудрість та невинність.